# Camião
Um camião (português europeu) ou caminhão (português brasileiro) é um veículo motorizado terrestre para transporte de bens. Ao contrário dos automóveis, onde é comum serem construídos em uma estrutura única (à excepção das minivans), sendo a maioria deles feitos sobre uma estrutura forte chamada de chassis, os caminhões são construídos em várias dimensões, desde o tamanho de um automóvel pick-up com mala aberta ao tamanho de camiões pesados de autoestrada com semiatrelados.

## História
Camiões e carros têm um antepassado comum: o fardier movido a vapor de Nicolas-Joseph Cugnot construído em 1769. Contudo, camiões a vapor não eram comuns até 1800. As estradas nesta altura eram construídas para cavalos e carruagens, limitando o movimento destes veículos, geralmente de uma fábrica até uma estação de comboio. O primeiro semiatrelado surgiu em 1881, puxado por um tractor a vapor Dion. Camiões movidos a vapor foram vendidos em França e Estados Unidos até a véspera da Primeira Guerra Mundial, e o início da Segunda Guerra Mundial no Reino Unido.

## Combustão interna
O primeiro motor de combustão interna foi construído em 1896 por Gottlieb Daimler. Outros, tais como Peugeot, Benz e Renault construíram os seus próprios. Geralmente eram construídos com motores de dois cilindros, com uma capacidade de carregar 1500 a 2000 kg. Em 1904, 700 camiões pesados foram construídos nos Estados Unidos, 1000 em 1907, 6000 em 1910 e 25000 em 1914.
Após a Primeira Guerra Mundial, vários avanços foram feitos: pneus totalmente em borracha foram trocados por pneus pneumáticos, acionadores de partida elétricos, travões elétricos, motores de 6 cilindros e iluminação elétrica. A Ford e a Renault também entraram no mercado de camiões pesados.

## Motores a diesel
Embora já inventados em 1890, os motores a diesel não foram comuns em camiões na Europa até os anos 20. Nos Estados Unidos, demorou ainda mais para estes motores serem aceites: motores a gasolina ainda eram usados em camiões pesados até os anos 70, enquanto na Europa tinham sido completamente substituídos vinte anos antes.

## Camiões para transporte rodoviário[1]
Nomes utilizados no Brasil:
- Caminhão plataforma: transporte de contêineres e grandes cargas;
- Caminhão baú: Carroceria semelhante a um contêiner que protege a carga do tempo;
- Caminhão tremonha ou com caçambas: transporta cargas a granel;
- Caminhão aberto: transporte de mercadorias não perecíveis e pequenos volumes. A carga pode ser coberta com encerados;
- Caminhão refrigerado (geladeira deitada): transporte de gêneros perecíveis com controle de temperatura;
- Caminhão-tanque: transporte de derivados de petróleo e líquidos similares a granel. Os que transportam água são chamados de caminhões pipa;
- Caminhão graneleiro ou silo: transporte de granéis sólidos;
- Caminhões especiais: carretas, guindastes sobre a carroceria (muck), cegonhas (transporte de automóveis), etc;
- Semirreboques: carroceiras sem propulsão própria, São acoplados equipamentos tipo cavalos-mecânicos ou caminhões-trator ou parcial.